# Eogamasomorpha
Genre
Synonymes
- Eoscaphiella Wunderlich, 2011

Eogamasomorpha est un  genre fossile d'araignées aranéomorphes de la famille des Tetrablemmidae.

## Distribution
Les espèces de ce genre ont été découvertes dans de l'ambre de Birmanie. Elles datent du Crétacé.

## Liste des espèces
Selon The World Spider Catalog 19.5 :
- † Eogamasomorpha clara Wunderlich, 2015
- † Eogamasomorpha hamata Wunderlich, 2017
- † Eogamasomorpha nubila Wunderlich, 2008
- † Eogamasomorpha ohlhoffi (Wunderlich, 2011)
- † Eogamasomorpha unicornis Wunderlich, 2017

## Publication originale
- Wunderlich, 2008 : The dominance of ancient spider families of the Araneae: Haplogyne in the Cretaceous, and the late diversification of advanced ecribellate spiders of the Entelegynae after the Cretaceous–Tertiary boundary extinction events, with descriptions of new families. Beiträge zur Araneologie, vol. 5, p. 524–675 (en).